# Pathologie

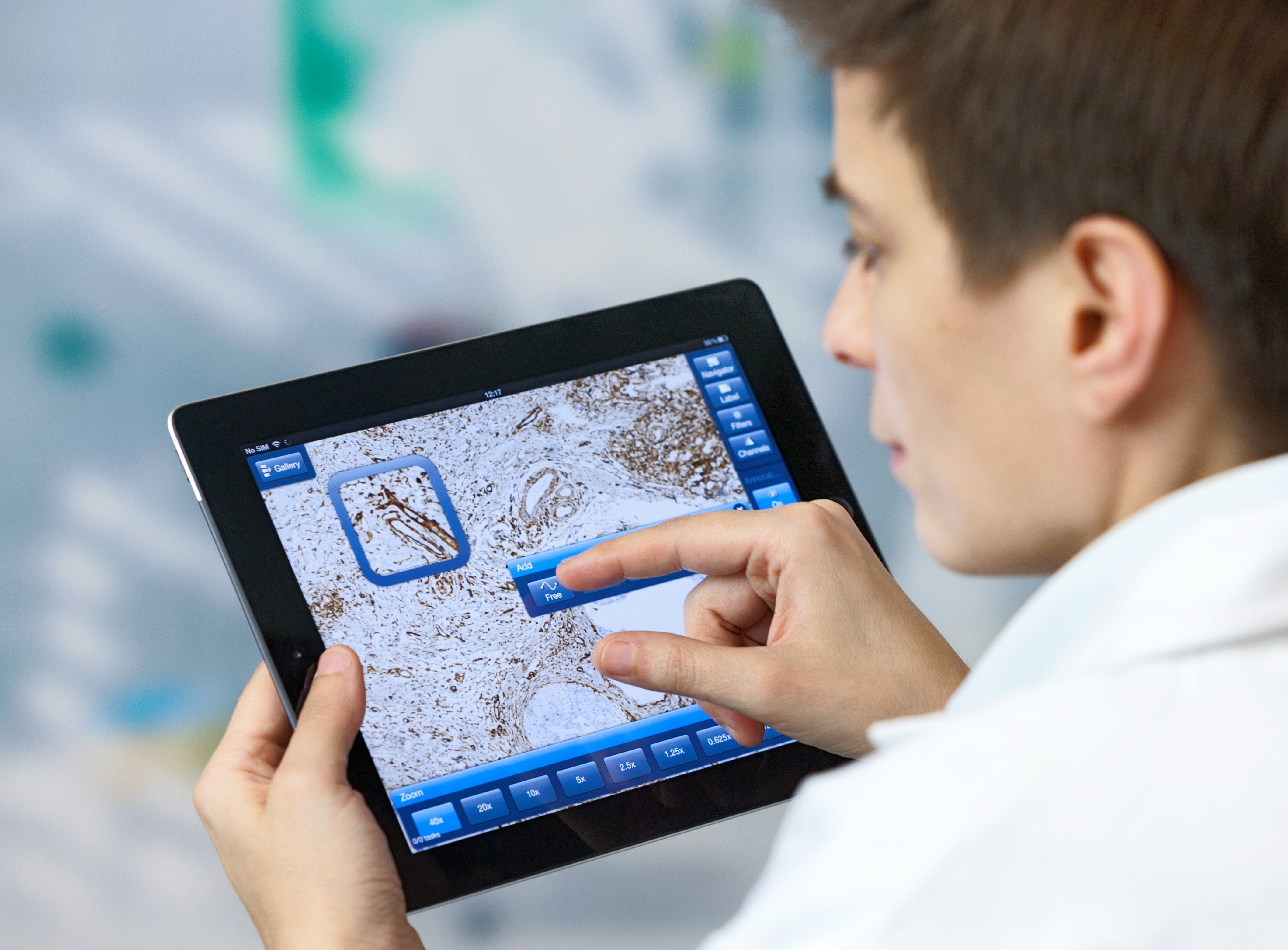
Pathologie per computer

Pathologie of ziekteleer is de studie van het ontstaan en het verloop van ziekten, als zodanig is het een onderdeel van de geneeskunde. De pathologie is in Nederland en verschillende andere landen een erkend medisch specialisme, een arts met deze specialisatie is een patholoog. De pathologie kan worden onderverdeeld in de etiologie, waarin de oorzaken van een pathologisch proces, van een ziekteproces worden bestudeerd, en de nosologie: de indeling van ziektes.
De pathologie kent verschillende vakgebieden:
- klinische pathologie, vroeger de pathologische anatomie
- pathofysiologie
- klinische chemie of pathologische chemie
- speciële pathologie

Daarnaast kan er een onderscheid gemaakt worden naargelang het deel van het menselijk lichaam waar het vakgebied zich mee bezighoudt. Zo kent men bijvoorbeeld de orale pathologie.
Pathologie wordt in de medische diagnostiek ook gebruikt als synoniem van ziektebeeld: het geheel van specifieke symptomen of ziekteverschijnselen bij een patiënt.

## Benaderingen
Over de oorzaken van ziekte bestaan uiteenlopende opvattingen, in de loop der jaren hebben verschillende scholen hun zienswijze op het ontstaan van aandoeningen geformuleerd:

### Somatogenie
De aanhangers van de somatogenie stellen dat het gehele vraagstuk van gezondheid en aandoeningen is te herleiden tot zich in het lichaam afspelende fysische en fysiologische processen. Alleen aandoeningen, die objectief zijn vast te stellen en een duidelijke oorzaak hebben tellen mee. Het 'zich ziek voelen' rekent deze school niet tot ziek zijn. Klacht en gevoel kunnen dus niet los van elkaar staan: iemand kan zich ziek voelen zonder objectief gezien ziek te zijn, of iemand kan objectief gezien ziek zijn zonder zich daadwerkelijk ziek te voelen. Deze eerste school heeft dus geen aandacht voor de psychologie, dit in tegenstelling tot de tweede school: de psychogenie.

### Psychogenie
De psychogenie gelooft dat een aandoening mede door psychologische en epigenetische oorzaken wordt veroorzaakt. Een belangrijk aanhanger van deze school was Freud, die stelde dat je ziek kunt worden door een persoonlijk probleem dat je naar het onbewuste verdringt. De oorzaak kan in dat geval niet objectief worden vastgesteld.

### Stress
De derde benadering verklaart dat veel ziektebeelden tot stress terug zijn te voeren: stress treedt op wanneer een individu niet kan omgaan met de prikkels die zijn omgeving op hem uitoefent. Dit verlies van controle kan leiden tot een aandoening. Bij optredende stress kan sprake zijn van zowel achterliggende somatogenie als psychogenie: negatieve prikkels uit de omgeving gecombineerd met mentale en fysieke persoonlijke problemen.

### Sociogenie
De vierde school is die van de sociogenie: deze denkrichting ziet maatschappelijke en culturele factoren als de belangrijkste of zelfs enige oorzaak van aandoeningen. Zij stelt bijvoorbeeld dat ziek zijn kan worden gedefinieerd als een afwijking van een door een bepaald maatschappelijk systeem aangeleerde en gestelde norm. Het systeem kan daarbij als verkeerd en de norm als irreëel worden geïnterpreteerd. Deze normen zullen in de tijd en in de verschillende sociale klassen en culturen anders zijn. Het is ook de sociogenie die bestudeert of er verbanden bestaan tussen gezondheid en armoede.

## Hevigheid
Voor de hevigheid waarin een gegeven aandoening zich manifesteert, zijn van belang: lichaamsbouw, sekse, leeftijd, blessures opgelopen tijdens het leven, zowel lichamelijk als psychisch, levensstijl, leefomstandigheden. Drie laatstgenoemde factoren hangen voor een groot deel samen met de sociale omgeving waarin iemand is opgegroeid en leeft.

## Polypathologie
Men spreekt van polypathologie wanneer mensen, vooral oudere mensen, van hulp afhankelijk zijn geworden en soms ondraaglijk lijden door verschillende kwalen, die niet kunnen worden behandeld. Polypathologie is na maligne aandoeningen de tweede belangrijkste reden waarom patiënten euthanasie vragen.